# Listă de regizori ruși
Aceasta este o listă de regizori de film ruși:

Cuprins: Început - 0–9 A B C D E F G H I J K L M N O P Q R S T U V W X Y Z

## A
- Vadim Abdrashitov
- Aleksandr Adabașian
- Sarik Andreasyan
- André Andrejew
- Oleg Anofriyev
- Semion Aranovici
- Artur Aristakisyan

## B
- Aleksei Balabanov
- Boris Barnet
- Yevgeni Bauer
- Timur Bekmambetov
- Leonid Bîkov
- Lidia Bobrova
- Sergei Bodrov
- Sergei Bodrov, Jr.
- Fiodor Bondarciuk
- Alexander Borodyansky
- Vladimir Bortko
- Arcady Boytler
- Konstantin Bronzit
- Dimitri Buchowetzki
- Yuri Bykov

## C
- Grigori Ciuhrai
- Pyotr Chardynin
- Pavel Chukhray

## D
- Grigoriy Dobrygin
- Ivan Dykhovichny

## E
- Mihail Efremov
- Oleg Efremov
- Andrei Andreyevich Eshpai

## F
- Aleksandr Faințimmer
- Costa Fam
- Aleksei Fedorcenko
- Prințul Mihail Feodorovici al Rusiei
- Dmitri Alexeievici Frolov

## G
- Genrih Gabai (Габай, Генрих Саулович)
- Levan Gabriadze
- Leonid Gaidai
- Vladimir Gardin
- Serghei Gherasimov
- Marion Gering
- Aleksei Alekseivich German
- Aleksei Yuryevich German
- Valeriya Gai Germanika
- Victor Ginzburg
- Georgi Gitis
- Alexander Goldstein
- Vasily Goncharov
- Stanislav Govorukhin
- Alexis Granowsky
- Yuli Gusman
- Ishtar Yasin Gutierrez
- Alexander Gutman

## I
- Iurii Iakovlev
- Ikiru
- Otar Iosseliani
- Viktor Ivanov
- Aleksandr Ivanovsky

## J
- Vasili Juravliov

## K
- Roman Abelevich Kachanov
- Roman Romanovich Kachanov
- Aleksandr Kaidanovski
- Mikheil Kalatozishvili
- Yuri Kara
- Andrey Kavun
- Tigran Keosayan
- Rustam Khamdamov
- Nikolay Khomeriki
- Vladimir Khotinenko
- Aleksandr Khvan
- Andrei Khrzhanovsky
- Ilya Khrzhanovsky
- Viktor Kossakovsky
- Alexander Kott
- Andrei Kravchuk
- Eldar Kuliev

## L
- Vasily Livanov
- Konstantin Lopushansky
- Pavel Lungin
- Alexey Lushnikov
- Pavel Lyubimov

## M
- Alexei Makarov
- Yuri Mamin
- Vitaly Mansky
- Vladimir Mashkov
- Igor Maslennikov
- Vladimir Maslov
- Anna Melikian
- Vladimir Menshov
- Dmitriy Meshiev
- Alexandre Michon
- Nikita Mikhalkov
- Alexander Mitta
- Léonide Moguy

## N
- Vladimir Naumov
- Leonid Nechayev
- Andrei Nekrasov
- Alexander Nevsky
- Angelina Nikonova
- Sergei Nolbandov

## O
- Ivan Okhlobystin
- Sergio Olhovich
- Nikolay Olyalin
- Fedor Ozep
- Iuri Ozerov

## P
- Gleb Panfilov
- Andrei Panin
- Maksim Pezhemsky
- Gennadi Poloka
- Alyona Polunina
- Alexei Popogrebski
- Mihail Porecenkov
- Aleksandr Porokhovshchikov
- Maxim Pozdorovkin
- Iacov Protazanov
- Valeriy Priyomykhov
- Aleksandr Proshkin
- Yakov Protazanov
- Aleksandr Ptușko
- Vsevolod Pudovkin

## R
- Gregory Ratoff
- Eldar Reazanov
- Aleksandr Rogozhkin
- Pavel Ruminov
- Sergei Ryabov
- Oleg Ryaskov

## S
- Aleksei Saltykov
- Samson Samsonov
- Mikhail Segal
- Nikolay Serebryakov
- Aleksandr Seryj
- Andrei Severny
- Karen Șahnazarov
- Vasili Șukșin
- Vassily Sigarev
- Andrei Smirnov
- Alexander Sokurov
- Yuliya Solntseva
- Stanislav Solovkin
- Sergei Solovyov
- Ladislas Starevich
- Alexander Stefanovich
- Vera Storozheva
- Boris Svetlov

## T
- Andrei Tarkovski
- Alexander Tatarsky
- Marianna Tavrog
- Pyotr Todorovsky
- Valery Todorovsky
- Pyotr Tochilin
- Boris Tokarev
- Victor Trivas
- George Tsisetski
- Slava Tsukerman
- Victor Tourjansky
- Mikhail Tumanishvili
- Nikita Gennadievich Tyagunov

## U
- Alexei Uchitel
- Eldor Magomatovich Urazbayev
- Sergei Ursuliak

## V
- Mikhail Vartanov
- Ruslan Vitryanyuk
- Alexandre Volkoff

## W
- Ip Wischin

## Y
- Filipp Yankovsky
- Vlad Yudin
- Yevgeny Yufit

## Z
- Andrej Andreevich Zolotov
- Andrey Zvyagintsev